# Lea Vivier
Lea Vivier es una actriz sudafricana. Es más conocida por su actuación en las series Binnelanders, Mense Mense y la película Wonderlust.

## Biografía
Vivier nació en Ciudad del Cabo, Sudáfrica. Después de su año de matriculación, en la escuela secundaria Jan van Riebeeck, viajó a Chile y aprendió español con fluidez en seis meses. A su regreso a Sudáfrica, estudió teatro en la Universidad de Ciudad del Cabo, pero no completó su título. Sin embargo, asistió a la Universidad de Rhodes, en Grahamstown, donde se graduó con una Licenciatura en Artes Dramáticas en 2015. Luego completó su formación de Oratoria y Drama de Grado 8 en el Trinity College de Londres.

## Carrera profesional
Participó en el cortometraje Runner, donde interpretó el papel de 'Louisa', por el cual ganó el premio a la Mejor Actriz en un Cortometraje en el Five Continents International Film Festival Award. Luego ganó el premio Silver Screen en la categoría Mejor Actriz por la película Wonderlust. En 2018 actuó en la película Fynskrif y en 2019 en Die Spreeus.
También ha sido parte del elenco de seriales de televisión como Binnelanders, donde interpretó a Lika en 2017, Die Kasteel como Jade, The Docket y The Girl from St Agnes como Amy. En el 2018 participó en la serie de televisión Mense Mense, interpretando el papel principal de 'Salomé'.

## Filmografía
| Año  | Título                  | Rol            | Tipo                | Ref.        |
| ---- | ----------------------- | -------------- | ------------------- | ----------- |
| 2014 | Binnelanders            | Lika           | Serie de televisión |             |
| 2017 | Wonderlus               | Camarera       | Película            |             |
| 2018 | Mense Mense             | Salomé Muller  | Serie de televisión |             |
| 2018 | Kampkos                 |                | Serie de televisión |             |
| 2018 | The Docket              | Steffie        | Serie de televisión |             |
| 2019 | The Girl from St. Agnes | Amy Eliason    | Serie de televisión |             |
| 2019 | Die Spreeus             | Emmie          | Serie de televisión |             |
| 2019 | Fynskrif (Fine Print)   | Lilani du Toit | Serie de televisión |             |
| 2020 | Projek Dina             | Sonya De Jager | Serie de televisión |             |
| 2020 | Duiwelspoort            |                | Video corto         |             |
| 2018 | Runner                  | Louisa         | Cortometraje        |             |
| 2021 | DAM                     | Yola Fisher    | Serie de televisión | [ 6 ] [ 7 ] |

## Vida privada
Su hermana mayor, Trix Vivier, también es actriz.